# Berberis horrida
Berberis horrida ist eine Pflanzenart aus der Familie der Berberitzengewächse (Berberidaceae). Sie stammt aus Chile. Die Art wurde 1845 von Claude Gay beschrieben.

## Beschreibung
Berberis horrida wächst als Strauch, der Wuchshöhen von bis zu 2 Meter erreicht. Die Rinde junger Zweige ist gelblich bis bläulich-grau oder rötlich-grau, glatt bis wenig haarig, manchmal mit zahlreichen schwarzen Punkten; ältere Zweige weisen eine graue, bisweilen klebrige Rinde auf. Die Dornen sind stern- bis blattartig, die einzelnen Dornenäste 2 bis 6 Millimeter lang.
Die steif-ledrigen Laubblätter sind elliptisch bis oval, manchmal handförmig geteilt, 1 bis 4 Zentimeter lang und 0,5 bis 2,2 Zentimeter breit, hell graugrün bis braun gefärbt, oberseits matt oder glänzend, unterseits deutlich borstig haarig. Der Blattrand ist an jeder Seite mit 2 bis 4 Dornen besetzt, das Blatt stachelspitzig. 
Der Blütenstand ist eine sitzende Dolde mit 3 bis 10 gelben Blüten, deren Blütenstiele 5 bis 10 Millimeter lang sind. Die Blüten sind nur 3 bis 5 Millimeter groß und enthalten 14 Blütenhüllblätter. Die Beerenfrucht wird 4 bis 6 Millimeter lang und enthält zwei bis drei Samen, die 3 bis 4 Millimeter lang sind.
Berberis horrida blüht in ihrer Heimat im September und Oktober; die Früchte reifen im Jänner und Februar.

## Vorkommen
Die in Chile michay genannte Pflanzenart ist in Zentral-Chile endemisch; ihre Verbreitung erstreckt sich vom Nationalpark La Campana bis in die Provinz Colchagua. Sie wächst in Höhenlagen von 800 bis 1000 Metern NN. Ihr Lebensraum ist von der Nutzung als Agrarland bedroht, weshalb Berberis horrida an ihren natürlichen Standorten heute selten ist und inzwischen eine der seltensten Berberis-Arten in Chile darstellt.

## Synonyme
Für Berberis horrida sind folgende Synonyme in Verwendung:
- Berberis actinacantha var. mollis Reiche
- Berberis actinacantha var. horrida (Gay) Reiche
- Berberis pilosifolia Ahrendt